# Kasernentransaktion
Als Kasernentransaktion wurde unter Experten und Historikern die im k.k. Wien von 1890 bis etwa 1912 abgewickelte Verlegung von Kasernen des Gemeinsamen Heers Österreich-Ungarns aus zentrumsnahen Standorten in Randlagen der Stadt bezeichnet.
Das Wachstum der kaiserlich-königlichen Haupt- und Residenzstadt mit der Eingemeindung von über 40 Vororten per 1. Jänner 1892 ließ es geraten erscheinen, Kasernen aus beengten Innenstadtlagen in noch locker verbaute Außenbezirke zu verlegen. Der k.k. Finanzminister, damals Emil Steinbach im Kabinett des k.k. Ministerpräsidenten Graf Eduard Taaffe, wurde mit von Kaiser Franz Joseph I. am 10. Juni 1891 unterzeichnetem Gesetz ermächtigt, diverse Kasernen und andere Grundstücke zu verkaufen und den Erlös der k.u.k. Heeresverwaltung für „Ersatzbeschaffung“ (Kasernenneubauten) zur Verfügung zu stellen. In späteren Ermächtigungen wurden weitere Grundstücke definiert. Freigemacht wurden daraufhin von 1900 an unter anderem folgende Areale, insgesamt weit über 400.000 m² großteils zentral gelegener Baugrund:
- die Franz-Josephs-Kaserne Wien im 1. Bezirk (57.381 m²)
- die Heumarktkaserne im 3. Bezirk (29.455 m²)
- die Fuhrwesenkaserne im 3. Bezirk (25.282 m²)
- Grundstücke an der Boerhaavegasse im 3. Bezirk (43.009 m²)
- die Holzhofkaserne im 4. Bezirk (7.577 m²)
- die Gumpendorfer Kaserne im 6. Bezirk (21.815 m²)
- die Getreidemarktkaserne im 6. Bezirk
- die Josefstädter Kaserne im 8. Bezirk (52.556 m²; Ersatz: Breitenseer Kaserne)
- das Militärverpflegungsdepot im 8. Bezirk (21.670 m²)
- die Alser Kaserne im 9. Bezirk (26.673 m²)
- ab 1910 Teile des Exerzier- und Paradeplatzes Schmelz, damals im 13., 14. und 15. Bezirk
- Grundstücke auf der Türkenschanze im 19. Bezirk (68.473 m²)
- der Exerzierplatz in Mauer bei Wien (62.754 m²)

Andere zentrumsnahe Kasernen wie die Rennweger Kaserne im 3. Bezirk, die Stiftskaserne im 7. Bezirk und die Rossauer Kaserne im 9. Bezirk blieben erhalten oder wurden, wie die Marokkanerkaserne im 3. Bezirk, neu gebaut. Aus dem Erlös des Grundstücksverkaufs wurde neben Neubauten für das Heer auch ein Teil der Baukosten des neuen, 1913 fertiggestellten k.u.k. Kriegsministeriums finanziert.